# غافين بيفرز
غافين بيفرز (بالإنجليزية: Gavin Beavers)‏ هو لاعب كرة قدم أمريكي، ولد في 29 أبريل 2005 في هندرسون في الولايات المتحدة.